# سنت لوییویل (اوهایو)
سنت لوییویل (به انگلیسی: St. Louisville) یک منطقهٔ مسکونی در ایالات متحده آمریکا است که در شهرستان لیکینگ، اوهایو واقع شده‌است. سنت لوییویل ۰٫۶۶ کیلومتر مربع مساحت و ۳۷۳ نفر جمعیت دارد و ۲۷۴٫۹۳ متر بالاتر از سطح دریا واقع شده‌است.